# Internationale Weltkarte

Kartenindex der Internationalen Weltkarte

Kartenindex der Internationalen Weltkarte für Nord- und Zentralasien. Die Nordhalbkugel erhält das Präfix N.

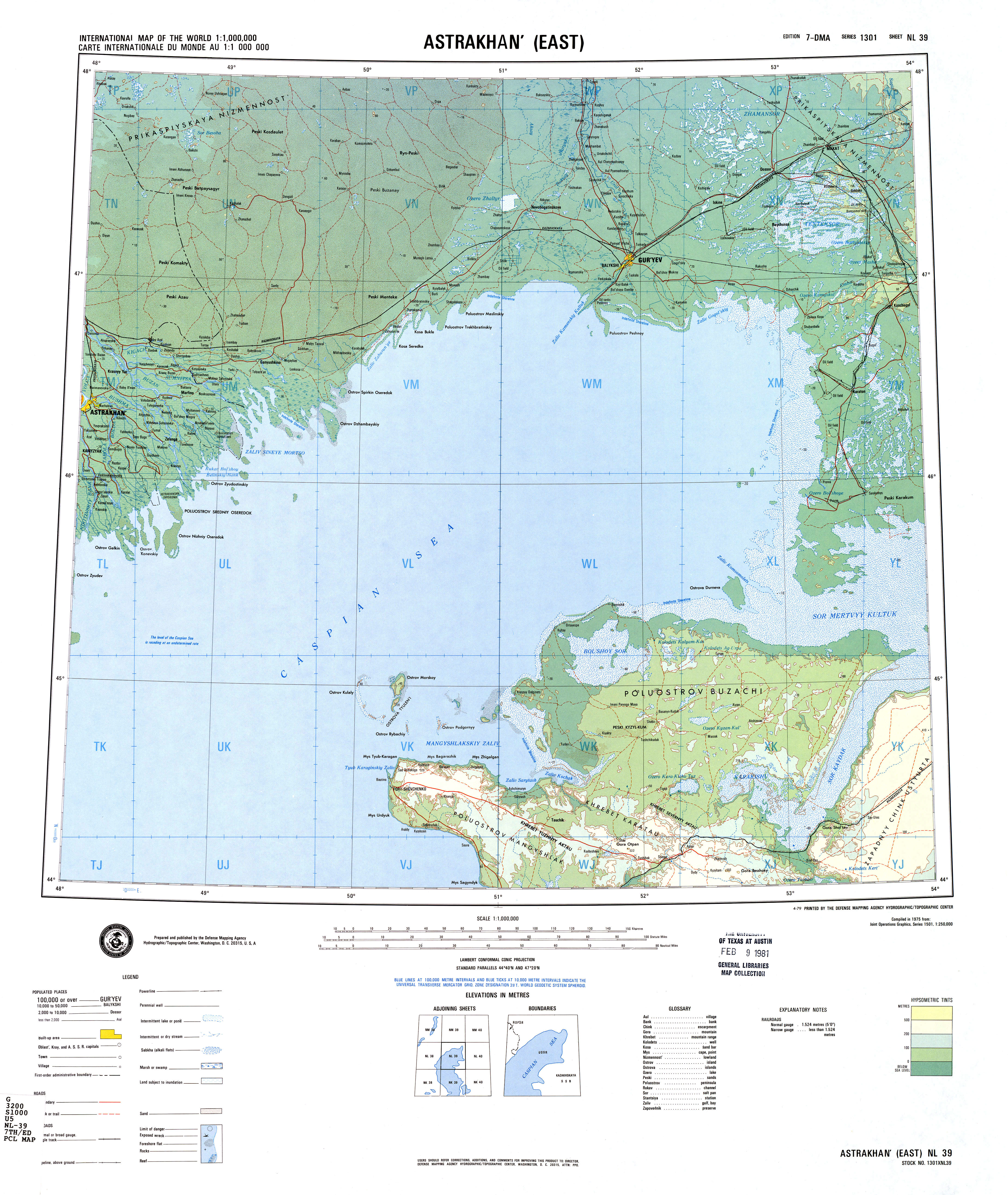
Blattschnitt NL 39

Die Internationale Weltkarte (Abkürzung IWK, engl. International Map of the World, kurz IMW) ist ein von 1891 bis ca. 1980 international bearbeitetes, standardisiertes und im unvollständigen Zustand abgebrochenes Projekt zur Erstellung eines Kartenwerkes der Erde im Maßstab 1:1.000.000. Es stellt ein System globaler Übersichtskarten dar, dessen Maßstab noch eine generalisierte Darstellung des Geländes erlaubt.
Für 90 % der Erdoberfläche beträgt der Blattschnitt des Kartenwerks in geografischer Breite 4°, in Länge 6°. Dies entspricht einer Nord-Süd-Ausdehnung der Kartenblätter von 445 km, während sie in Ost-West-Richtung am Äquator 670 km, in 60° Breite die Hälfte beträgt. Für die wenigen Blätter jenseits von 60° ist der Längenbereich auf 12° verdoppelt, weil die Meridiane zu den Polen hin zusammenlaufen.
Von den vorgesehenen 1800 Kartenblättern (30 Breitenzonen à 60 Blätter) wurden aber nur knapp die Hälfte gedruckt, weil die Herstellung einer Luftfahrtkarte desselben Maßstabs dringlicher war.

## Konzeption 1891 und frühe internationale Reaktionen
Die Idee zur Erstellung eines weltweit standardisierten Kartenwerks geht auf den deutschen Geografen Albrecht Penck (1858–1945) zurück, der 1891 auf dem Internationalen Geographischen Kongress in Bern anregte, insgesamt 2500 an einheitlichen Standards orientierte Karten der gesamten Erdoberfläche zu erstellen. Jede dieser Karten sollte vier Breiten- und sechs Längengrade erfassen. Penck vertrat den Standpunkt, dass das Festland des Erdballs durch zahlreiche Forschungsreisen ausreichend bekannt sei, um die Fertigstellung eines Kartenwerkes von internationalem Format mit einheitlichem Maßstab, Projektions- und Zeichenschlüssel in Angriff zu nehmen. Er wies auf das große Bedürfnis der Gelehrten und Ingenieure, der Wirtschaft und des Militärs hin.
Penck kritisierte die große Verschiedenheit der bereits vorhandenen Kartenwerke, die in unterschiedlichen Ländern erarbeitet wurden. Er schlug vor, den Nullmeridian der IWK in Greenwich zu verorten und als Maßeinheit das metrische System zu verwenden. Da ein Kartenwerk dieser Größe nie zu einem Stück zusammengesetzt werden würde, schlug Penck eine polyedrische Projektion vor. Pearson/Taylor/Kline/Heffernan stellen die These auf, dass die IWK auch als Reaktion auf den zu jener Zeit vorherrschenden Nationalismus und Imperialismus zu verstehen ist. In Pencks eigenen Texten zur Weltkarten-Idee klingen hingegen eher imperiale Ambitionen an. So erläuterte er bspw. im Geographical Journal 1893, dass die IWK „would be a work of great practical as well as scientific value, especially for nations having considerable Colonial possessions“.
In den ersten Jahren nach Pencks Vorschlag war die Diskussion über die IWK von technischen Fragen bestimmt, und es entstanden Zweifel an der praktischen Durchführbarkeit des Unternehmens. Der deutsche Kartograf Richard Lüddecke beispielsweise hielt die Umsetzung des Plans zum damaligen Zeitpunkt nicht für realisierbar, da die Erforschung der Erde noch nicht abgeschlossen sei. Er bezweifelte auch, „ob diese Einheit des Maassstabes [...] mit allen Mitteln anzustreben wäre“. Darüber hinaus entwickelten sich vor allem zwischen Frankreich und Großbritannien Streitigkeiten über die Festlegung des Nullmeridians in Greenwich oder Paris und darüber, welche Maßeinheit (metrisches System oder Imperiales System) verwendet werden solle. Während ein anonymer französischer Autor eines Berichtes über den Kongress von Bern die Annahme des Meters als selbstverständlich erachtete, wies der britische Geograf J.Y. Buchanan darauf hin, dass durch solch eine Umstellung erhebliche Probleme und Mehrarbeit auf Wissenschaftler zukämen, die mit dem imperialen System vertraut seien.
Die Internationalen Geographie-Kongresse der folgenden Jahre offenbarten die Herausforderung, die nationalen Regierungen zur Zusammenarbeit zu bewegen. So beklagte bspw. Alexander Supan, Geograf und Mitglied des 1891 eingesetzten Komitees zur IWK, dass es auf dem Kongress von 1895 nicht gelungen war, wichtige Staaten wie Großbritannien, Russland und die USA von der Nützlichkeit des Plans zu überzeugen. Weiterhin bestand das Problem, dass die Klärung von Detailfragen viel Zeit beanspruchte und dadurch das übergeordnete Ziel eines gemeinsam zu schaffenden Weltkartenwerks bisweilen aus dem Blick geriet.
Parallel zu den laufenden Verhandlungen über die Herstellung einer IWK erschienen in mehreren Ländern Karten und Kartenwerke, deren Erscheinungsbild der IWK sehr nahe kamen. Dazu gehört bspw. ein Kartenwerk Asiens 1:1 Mio. des Service Geographique de l'Armee (Paris), das ursprünglich als eine Vorstudie des internationalen Werkes gedacht war, ebenso ein Kartenwerk Afrikas 1:1 Mio. der britischen Geographical Section of the General Staff (G.S.G.S.). Das Reichsamt für Landesaufnahme (Berlin) begann mit dem Kartenwerk Chinas 1:1 Mio. und Britisch-Indien fertigte eine solche seines eigenen Subkontinents an. Japan erarbeitete eine 1:1 Mio.-Karte ganz Ostasiens; Russland stellte eine 40-Werst-Karte von ganz Asien her. Am Gelingen eines internationalen Werkes traten daher immer wieder Zweifel auf, doch siegte auf dem Internationalen Geographentag 1908 in Genf die Tatkraft: Die Teilnehmer einigten sich, eine eigene Weltkarten-Konferenz in London einzuberufen, auf der verbindliche Beschlüsse über Maßstab, Kartensignatur, Beschriftung, Blattschnitt, Höhenschichtendarstellung usw. getroffen werden sollten.

## Die Weltkarten-Konferenz 1909 in London
Die Weltkarten-Konferenz vom 16. bis 22. November 1909 in London war die erste ihrer Art mit Beschlussfähigkeit auf Regierungsebene. Die teilnehmenden Staaten (Deutschland, Österreich-Ungarn, Spanien, Frankreich, Großbritannien, Italien, Russland, Kanada, Australien und die USA) entsandten Delegierte für die Verhandlungen. Vor der Konferenz aufgekommene Probleme und Uneinigkeiten zwischen den Staaten konnten nun teilweise gelöst werden. So einigte man sich nicht nur auf das metrische System, sondern auch auf Greenwich als Nullmeridian.
Neben diesen beiden Kernpunkten konnte man sich auf viele weitere Bestimmungen für die Internationale Weltkarte einigen. So wurden Beschreibung, Beschriftung und Begrenzung der Blätter vereinheitlicht, die Flächengröße pro Blatt definiert und die lateinische Schrift als Grundlage genommen. Hinzu kamen Einigungen zur Schreibung geografischer Namen und zur Darstellung topographischer Charakteristika. Des Weiteren verständigten sich die Teilnehmer auf eine modifizierte polykonische Projektion mit geradlinigen Meridianen.
Die Resonanz der internationalen Fachpresse fiel überwiegend positiv aus. So sprach August Fitzau von „erfreulichen Übereinkommen“ mit Auswirkungen auf andere Karten, sowie die gesamte Wissenschaft der Geographie. Fitzau sah in dieser ersten Konferenz einen wichtigen Schritt zu mehr Einigkeit. Albrecht Penck, Initiator der IWK, nannte die Konferenz „eine Etappe in einer großen Bewegung“ und hoffte auf einen stetigen Fortschritt. Auch der Präsident der Royal Geographical Society, Leonard Darwin, war zufrieden mit den Beschlüssen und sah den Ausgang der Konferenz als bedeutendstes Resultat seit Bestehen der Internationalen Geographie-Kongresse. Der Franzose P. Vidal de la Blache hingegen äußerte sich pessimistisch. Es sei ungeklärt, wer genau für die Erarbeitung der IWK in den jeweiligen Ländern zuständig sei. Seine Kritik, dass auf dem Zusammentreffen nur über die Formalia gesprochen wurde, nicht aber darüber, wem die Kartografie und Erstellung der Karte anvertraut werden soll, bestätigte auch Penck. Auch die Frage der Finanzierung des Projekts blieb aus Vidals Sicht ungeklärt. Zudem sah er Detailprobleme bei den einzelnen Schritten der Erstellung; hier sei Feingefühl und gute Kommunikation zwischen den Geografen unabdingbar.

## Die Weltkarten-Konferenz 1913 in Paris

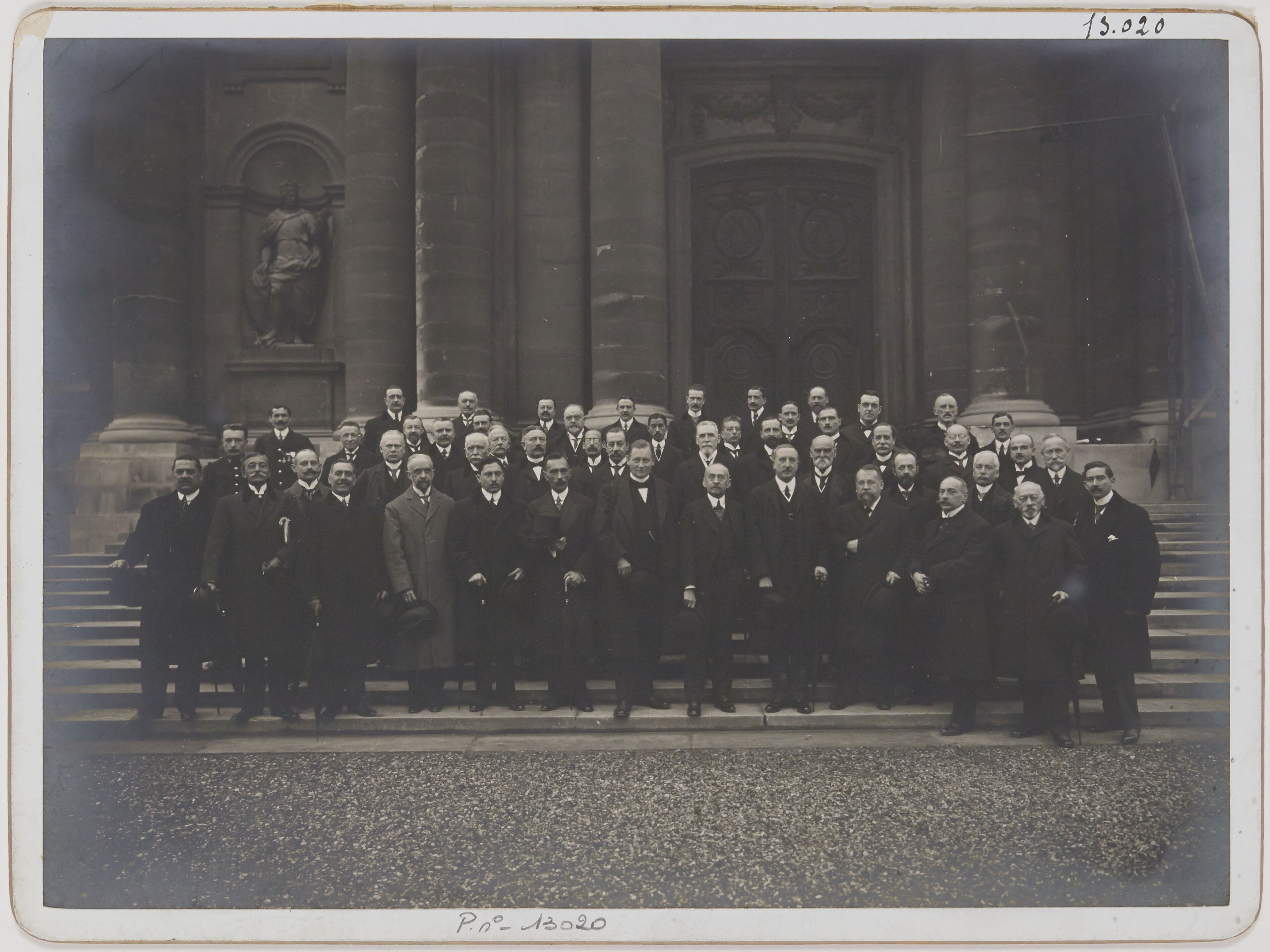
Die Weltkarten-Konferenz 1913

Nach der Weltkartenkonferenz von 1909 in London war die Pariser Konferenz 1913 die zweite offizielle Zusammenkunft, auf der die Grundsätze der IWK diskutiert und festgelegt wurden. Sie fand auf Einladung des Service Géographique de l´Armée zwischen dem 10. und 18. Dezember 1913 in den Räumlichkeiten des Invalidenpalais in Paris statt. In Bezug auf die Anzahl der Teilnehmer und die teilnehmenden Staaten gibt es in den zeitgenössischen Quellen unterschiedliche Angaben. Margerie als offizieller Secrétaire général de la Conférence nennt in seinem Bericht 66 Delegierte aus 35 Staaten, während ein unbekannter Autor in seinem Bericht für das Geographical Journal lediglich 57 Delegierte aus 33 Staaten aufführt. Penck als Initiator des Weltkartenprojekts und sein österreichischer Kollege Brückner dagegen sprechen in ihren Berichten von 34 teilnehmenden Staaten.
Auf der Konferenz sorgte die Frage nach der Normierung der konventionellen Zeichen der Karte für große Diskussionen. Die Berichterstattung über diese Streitpunkte fiel in den großen geografischen Zeitschriften unterschiedlich aus. Während Margerie im französischen Bericht und ein unbekannter Autor im Geographical Journal auf die Debatte nicht eingingen, erläuterten deutschsprachige Berichte auch Einzelheiten. Haardt von Hartenthurn bspw. schilderte, dass englische Delegierte erhebliche Zweifel äußerten, eine vollständige Einheitlichkeit der Kartenzeichen zu erzielen. Die Konferenz einigte sich schlussendlich auf eine vorläufig offene Gestaltung der konventionellen Zeichen für Wegearten und Städtegrößen, da „Klassifikationen, die für Europa ausgezeichnet [sind], für Indien nicht passen müssen, und für Südafrika unanwendbar“ sind.
Außerdem diskutierten die Teilnehmer die Festlegung einer einheitlichen hypsometrischen Farbgebung, die Gestaltung der Höhen- und Tiefenlinien, sowie die Regelungen bzgl. Beschriftungen, Rechtschreibung und Namensübertragungen. Trotz unterschiedlicher Ansichten konnten sich die Teilnehmer auf einheitliche Höhendarstellungen einigen, und zwar in der Abstufung 0, 200, 500, 1000, 1500, 2000, 2500, 3000, 4000 m. Die deutschen Berichterstatter schildern außerdem Auseinandersetzungen um die Schreibweise geografischer Namen, wobei der „Vertreter Ungarns [...] die in den Londoner Beschlüssen ausgesprochene Verpflichtung der Einführung von üblichen Ortsnamen außer den offiziellen“ bekämpfte.
Die Konferenzteilnehmer einigten sich auf einen einheitlichen Namen des Kartenwerks „La carte internationale du monde au millionième“, sowie auf die Größe der Kartenblätter (80 × 60 cm).
Zum Abschluss der Konferenz beschlossen die Teilnehmer die Einrichtung eines Central Bureaus mit Sitz im englischen Southampton. Lediglich der Vertreter der Dominikanischen Republik, so schildert es Penck, sprach sich für Paris als Sitz des Central Bureaus aus. Außerdem brachte General von Bertrab als Leiter der deutschen Delegation den Vorschlag ein, eine dritte Internationale Weltkarten-Konferenz Ende des Jahres 1914 in Berlin abzuhalten. Aufgrund des Ausbruchs des Ersten Weltkriegs fand diese geplante Konferenz jedoch nicht statt.

## Entwicklungen der Internationalen Weltkarte in den 1920er/1930er Jahren
Durch den Ersten Weltkrieg (1914–1918) wurde die wissenschaftliche Zusammenarbeit zwischen jenen Ländern unterbrochen, die sich als Gegner bekämpft hatten. Hinsichtlich der IWK betraf dies besonders die Kontakte zwischen Deutschland einerseits und Großbritannien und Frankreich andererseits. Das Centralbureau in Southampton veröffentlichte seit 1921 Berichte zum Fortschritt der IWK. Nach wie vor hatten Geografen aus den einzelnen Ländern unterschiedliche Auffassungen über die weitere Arbeit an dem Kartenwerk. Ein anonymer britischer Autor sah es bspw. 1920 als Vorteil an, dass die Deutschen nun „eliminiert“ seien, so dass die Arbeit an den Kartenblättern vorangehen könne, ohne eine weitere Konferenz abhalten zu müssen. Der französische Vertreter Georges Arnaud hielt 1925 die Phase der „Wünsche und Versuche“ für beendet und drängte auf einen raschen Fortschritt bei der Herstellung von Kartenblättern. Egbert von der Osten kritisierte hingegen 1926, dass das Central Bureau in Southampton Deutschland wohl aus den Arbeiten an der IWK heraushalten wolle, da „deutschen Stellen noch nichts bekannt“ sei von den weiteren Schritten, die das Central Bureau nun plane.
Am 14. und 16. Juli 1928 tagte in London (unmittelbar vor dem Internationalen geografischen Kongress in Cambridge) erneut eine „International Map Conference“. Die Teilnehmer berieten u. a. über die Verwendung der 1913 beschlossenen Kartenzeichen („conventional signs“). Sie kamen überein, von weiteren Änderungen der Zeichen abzuraten.
In den 1920er- und 1930er-Jahren konnten weltweit mehrere Hundert Karten herausgegeben werden. Allerdings wurden in vielen Kartenblättern nicht alle Vorschriften der IWK beachtet, weshalb diese Blätter nach Auffassung vieler Zeitgenossen nicht als richtige IWK-Blätter gelten konnten. Diese Tendenz zur Vielfalt verschiedenartiger Karten verstärkte sich noch in den 1930er und 1940er Jahren, insbesondere dadurch, dass einige Länder zivile und militärische Kartenwerke erarbeiteten, die sich am Blattschnitt und an der Nummerierung der IWK orientierten, aber ansonsten viele Konventionen der IWK missachteten. Dazu gehören bspw. die Weltkartenserie des Britischen Generalstabs (Geographical Section / General Staff, GSGS Series 1301, 1:1.000.000) oder die Deutsche Heereskarte/Weltkarte 1:1.000.000.

## Beratungen über die Weltkarte in Washington 1952
Der Zweite Weltkrieg hatte dem Projekt einen schweren Rückschlag zugefügt, da unter anderem das Central Bureau of the Map of the World bei der amtlichen Kartenbehörde Großbritanniens (Ordnance Survey) mitsamt Kartenmaterial und Archiv bei Bombenangriffen zerstört wurde. Beim Internationalen Geographie-Kongress 1952 in Washington erörterten die Teilnehmer mehrere Spezialfragen der IWK, wie bspw. die Darstellung der Polarkreise an den Maßstab 1:1000000. Außerdem diskutierten sie organisatorische Veränderungen des Central Bureaus. Bisher war das Central Bureau eine freiwillige Organisation, welche die Arbeiten an der IWK lediglich koordinierte und mit den Kartografieämtern der jeweiligen Nationen zusammenarbeitete. Dabei hatte es nicht die Macht, internationale Einigungen zu erzielen. Das Exekutivkomitee der Internationalen Geografischen Union erörterte nun organisatorische Neuausrichtungen des Central Bureaus. Im Zuge dieser Diskussionen sprach sich General R. Ll. Brown (Leiter der englischen Landesvermessung in Chessington) für einen solchen Wechsel aus. Er betonte dabei, dass es Veränderungen in den Kompetenzen des Zentralbüros geben müsse. Schließlich einigte sich das Exekutivkomitee darauf, dass die Vereinten Nationen die Leitung des Central Bureaus übernehmen sollten. Hatten US-amerikanische Akteure, wie etwa John K. Wright (Direktor der „American Geographical Society“) nur geringes Interesse an der IWK, so konnten die USA ihren Einfluss auf die IWK nun erheblich steigern.
Unabhängig von diesen organisatorischen Veränderungen blieb die Arbeit an der IWK kompliziert, u. a. weil die Konkurrenz zwischen der IWK und Luftfahrtkarten (wie etwa der World Aeronautical Chart, WAC) stärker wurde. Anfangs gab es Überlegungen, die IWK als Grundlage für Luftfahrtkarten zu nutzen. Später setzte sich die WAC als großes Kartenwerk zwar durch, aber die Arbeit an der IWK ging trotzdem weiter. Dieser Umstand geht vermutlich auch auf die Bemühungen Browns zurück, der sich für eine getrennte Erstellung beider Kartenwerke und deren jeweiligen Nutzen aussprach.

## Beratungen über die Internationale Weltkarte in Bonn 1962
Während 1952 noch diskutiert worden war, ob die Organisation und Leitung der IWK an die Vereinten Nationen gehen sollte (siehe oben), übergab das Central Bureau in Southampton am 30. September 1953 mit Zustimmung der beteiligten Staaten sämtliche Kompetenzen, die die IWK betrifft, an die kartographische Abteilung der Vereinten Nationen. Diese setzten eine Konferenz vom 3. bis 22. August 1962 in Bonn an, um die bestehenden Richtlinien zur Herstellung der IWK zu überprüfen und gegebenenfalls zu überarbeiten und um diese an den technischen Fortschritt oder neuentstandene Ansprüche anzupassen. Dies erschien den Beteiligten nötig, da die Richtlinien zu diesem Zeitpunkt seit der Konferenz in Paris 1913 nicht mehr geändert worden waren.
Anhand der Berichterstattung über die Bonner Konferenz zeigt sich auch, dass einzelne Länder unterschiedlich starkes Interesse am Fortgang der IWK hatten. In der Bundesrepublik Deutschland als ausrichtendes Land wurde ausführlich nicht nur über den Ablauf und die Beschlüsse der Konferenz, sondern auch über die bereits 1961 begonnenen Vorbereitungen berichtet. In Großbritannien wurden hingegen nur knapp die Ergebnisse der eigenen Vorschläge geschildert, da sich britische Vertreter bereits im Vorfeld auf einige wenige fokussiert hatten.
Die im Zuge der Konferenz bedeutendste Entscheidung war die einer Neuausrichtung der Funktion der IWK. 1913 war diese Funktion als eine länderübergreifende Uniformität definiert worden, welche es unter allen Umständen einzuhalten galt. Mit der Bonner Konferenz änderte sich diese. Die IWK sollte nun als Überblickskarte und als Basis für thematische, auf ihr aufgebaute Karten fungieren. Das Ausmaß der anzustrebenden Uniformität wurde durch weitere Beschlüsse der Konferenz neu gefasst. Manche der Regeln wurden gelockert und zusätzliche Spezifikationen beschlossen. Durch diese Neuerungen erhielten die Länder mehr Freiraum, um auf regional geografische Gegebenheiten besser eingehen zu können. Insgesamt wurden 13 Beschlüsse gefasst, welche entweder die Arbeit an der IWK erleichtern oder grundlegende Punkte neu definieren sollten.

## Ende der Internationalen Weltkarte in den 1980er Jahren
1980 wurden die regelmäßigen Berichterstattungen über den Fortgang des Projekts eingestellt. Insgesamt wurden nur 800 Karten fertiggestellt, die weitgehend die Festlands- und Inselgebiete der Erde abdecken. Viele der Karten halten sich jedoch in Farbgebung und Zeichenschlüssel nicht an die vereinbarten IWK-Vorgaben, so dass das ursprüngliche Ziel eines einheitlichen Kartenwerks verfehlt wurde.

## Kartenprojektion und Status
Da ein Teil des Kartenmaterials nicht weiter fortgeführt wird, sind etliche Blätter veraltet. Im praktischen Einsatz als internationales Kartenwerk wurde die Internationale Weltkarte von der Operational Navigation Chart (ONC) abgelöst, das unter Federführung der USA entstand.
Als Projektion für die Darstellung der Erde im Maßstab 1:1 Million wurde in der IWK die Lambertsche winkeltreue Kegelprojektion verwendet. Für jede Kartenblattreihe wird ein neuer Kegel zugrunde gelegt.
Der weltweit größte drehbare Globus Eartha nutzt mit 1:1 Million den gleichen Maßstab wie die Internationale Weltkarte und hat einen Durchmesser von 12,52 Metern.